# Maejor Ali
Brandon Michael Green, (Detroit (Michigan), 23 juli 1988) beter bekend onder zijn artiestennaam  Maejor Ali (voormalig Bei Maejor), is een Grammy-genomineerde Amerikaanse artiest, songwriter en muziekproducent.
Maejor schreef teksten en produceerde muziekstukken voor een groot aantal bekende artiesten, waaronder Trey Songz, Tinie Tempah, Ciara, Sean Kingston, Cody Simpson, Lloyd, Keri Hilson, Drake, T-Pain, Bow Wow, New Boyz, Ne-Yo, Justin Bieber, Wiz Khalifa en Soulja Boy. Verder schreef hij de muziek voor de films Bratz: The Movie (2007) en The Princess and the Frog (2009), en voor de realityserie Jersey Shore in 2011.
Green ontving zijn eerste Gouden Plaque voor de productie van Bun B's Trill in 2005, toen hij nog op de Universiteit van Michigan zat. Hier studeerde hij in 2008 af. Green werd twee jaar later genomineerd voor een Grammy-award voor zijn productiewerk aan studioalbums van Trey Songz (2010) en Monica (2011). Na zijn afstuderen verhuisde hij naar Atlanta en vormde hij het Compound Entertainment-team, samen met Ne-Yo. Maejor werd getekend bij Jive Records in januari 2010.
- Library of Congress Control Number: no2011115837
- MusicBrainz: 8e1295ad-75d6-4a16-b95a-55c3536e87f8
- Virtual International Authority File: 172545316
- WorldCat: E39PBJjH9y8MrF4tfqKQjPbTpP